# Doroteia Susana do Palatinado-Simmern
Doroteia Susana do Palatinado-Simmern (em alemão:  Dorothea Susanne; Simmern, 15 de novembro de 1544 – Weimar, 8 de abril de 1592) foi uma princesa do Eleitorado do Palatinado e, por casamento, duquesa de Saxe-Weimar.

## Vida

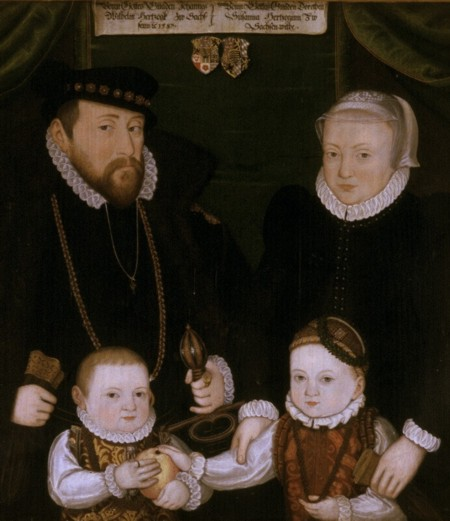
Doroteia Susana com o marido João Guilherme, e o filho e a filha mais velhos.

Doroteia Susana era filha do eleitor palatino Frederico III (1515–1576) e da princesa Maria de Brandemburgo-Kulmbach (1519–1567), filha de Casimiro, Marquês de Brandemburgo-Bayreuth.
Casou-se a 15 de Junho de 1560 em Heidelberg com João Guilherme, Duque de Saxe-Weimar (1530–1573). Depois do casamento, o casal viveu grande parte da vida em Weimar. Após a morte do seu marido, o príncipe-eleitor Augusto da Saxónia passou a ser guardião dos seus filhos. Esta política tinha como objectivo isolar os dois príncipes da influência política e religiosa da mãe.  Doroteia Susana recebeu uma nova residência nos arredores de Weimar, chamada Nova Casa. O Castelo Vermelho em Weimar foi construído entre 1574 e 1576 e passou a ser a sua residência de viúva quando ficou completo.
O seu portão renascentista encontra-se decorado com o brasão de armas de Doroteia Sofia e do marido.
Em 1581, a duquesa-viúva escreveu aos seus irmão, Luís VI e João Casimiro para convencerem o guardião dos seus filhos, Augusto a casar o seu filho mais velho com uma princesa de Württemberg.
Doroteia Susana morreu em 1592 e foi enterrada na Igreja de São Pedro e São Paulo em Weimar; o seu lema foi "Sei que o meu redentor vive".

## Descendência
Do seu casamento, Doroteia Susana teve os seguintes filhos:
1. Frederico Guilherme I, Duque de Saxe-Weimar (25 de Abril de 1562 – 7 de Julho de 1602), casado primeiro com a princesa Sofia de Württemberg; com descendência. Casado depois com a princesa Ana Maria do Palatinado-Neuburg; com descendência.
2. Sibila Maria de Saxe-Weimar (7 de Novembro de 1563 – 20 de Fevereiro de 1569), morreu aos cinco anos de idade.
3. Filho nado-morto (Weimar, 9 de Outubro de 1564)
4. João II, Duque de Saxe-Weimar (22 de Maio de 1570 – 18 de Julho de 1605), casado com a princesa Doroteia Maria de Anhalt; com descendência.
5. Maria de Saxe-Weimar (7 de Outubro de 1571 – 7 de Março de 1610), abadessa de Quedlinburgo (1601–1610).

## Genealogia
| Doroteia Susana do Palatinado-Simmern | Pai: Frederico III, Eleitor Palatino | Avô paterno: João II, Conde Palatino de Simmern         | Bisavô paterno: João I, Conde Palatino de Simmern                |
| Doroteia Susana do Palatinado-Simmern | Pai: Frederico III, Eleitor Palatino | Avô paterno: João II, Conde Palatino de Simmern         | Bisavó paterna: Joana de Nassau-Saarbrücken                      |
| Doroteia Susana do Palatinado-Simmern | Pai: Frederico III, Eleitor Palatino | Avó paterna: Beatriz de Baden                           | Bisavô paterno: Cristóvão I, Marquês de Baden-Baden              |
| Doroteia Susana do Palatinado-Simmern | Pai: Frederico III, Eleitor Palatino | Avó paterna: Beatriz de Baden                           | Bisavó paterna: Otília de Katzenelnbogen                         |
| Doroteia Susana do Palatinado-Simmern | Mãe: Maria de Brandemburgo-Kulmbach  | Avô materno: Casimiro, Marquês de Brandemburgo-Bayreuth | Bisavô materno: Frederico I, Marquês de Brandemburgo-Ansbach     |
| Doroteia Susana do Palatinado-Simmern | Mãe: Maria de Brandemburgo-Kulmbach  | Avô materno: Casimiro, Marquês de Brandemburgo-Bayreuth | Bisavó materna: Sofia Jaguelão, Marquesa de Brandemburgo-Ansbach |
| Doroteia Susana do Palatinado-Simmern | Mãe: Maria de Brandemburgo-Kulmbach  | Avó materna: Susana da Baviera                          | Bisavô materno: Alberto IV, Duque da Baviera                     |
| Doroteia Susana do Palatinado-Simmern | Mãe: Maria de Brandemburgo-Kulmbach  | Avó materna: Susana da Baviera                          | Bisavó materna: Cunegunda da Áustria                             |